# NGC 790
NGC 790 is een lensvormig sterrenstelsel in het sterrenbeeld Walvis. Het hemelobject werd op 10 september 1785 ontdekt door de Duits-Britse astronoom William Herschel.

## Synoniemen
- PGC 7677
- MCG -1-6-26